# Amatuku
Amatuku is een klein eiland behorend tot Funafuti, een van de negen atollen van Tuvalu. Op dit eiland bevindt zich het Tuvalu Maritime Training Institute. Amatuku is bereikbaar via Tengako, dat is het schiereiland aan de noordkant van het eiland Fongafale.